# Districtul Si Rattana
Si Rattana (în thailandeză ศรีรัตนะ) este un district (Amphoe) din provincia Sisaket, Thailanda, cu o populație de 51.933 de locuitori și o suprafață de 236,684 km².

## Componență
Districtul este subdivizat în 7 subdistricte (tambon), care sunt subdivizate în 90 de sate (muban).
| Nr. | Nume        | În thailandeză | Sate | Locuitori |
| --- | ----------- | -------------- | ---- | --------- |
| 1.  | Si Kaeo     | ศรีแก้ว          | 15   | 9,352     |
| 2.  | Phing Phuai | พิงพวย          | 14   | 8,934     |
| 3.  | Sa Yao      | สระเยาว์        | 14   | 7,325     |
| 4.  | Tum         | ตูม             | 12   | 8,769     |
| 5.  | Sueang Khao | เสื่องข้าว        | 11   | 6,274     |
| 6.  | Si Non Ngam | ศรีโนนงาม       | 10   | 4,598     |
| 7.  | Saphung     | สะพุง           | 14   | 6,681     |